# MIA2
MIA2‏ (MIA SH3 domain ER export factor 2) هوَ بروتين يُشَفر بواسطة جين MIA2 في الإنسان.